# Kajetan Czarkowski
Kajetan Czarkowski Habdank (ur. 1811 w Hleszczawie, zm. 31 sierpnia 1875 we Lwowie) – powstaniec listopadowy, ziemianin, urzędnik.

## Życiorys
Urodził się w 1811 w Hleszczawie. Był synem Konstantego Czarkowskiego herbu Habdank i Katarzyny z domu Arwackiej, którzy osiedli w Galicji po konfiskacie majątku przez Rosjan. Miał siostry Gertrudę i Eleonorę. Kształcił się w szkołach w Tarnopolu i w Buczaczu, ukończył gimnazjum. Następnie zdał egzamin sędziowski. Pracował jako sędzia i lustrator dóbr.
Brał udział w powstaniu listopadowym 1831. Walczył pod komendą gen. Karola Różyckiego w szeregach korpusu partyzanckiego (Pułk Jazdy Wołyńskiej). Był towarzyszem broni Waleriana Podlewskiego, w późniejszych latach otrzymując od niego pomoc i wsparcie. W trakcie bitwy pod Iłżą 9 sierpnia 1831 został ranny w głowę po uderzeniu bronią białą oraz w nogę w wyniku postrzału. Z uwagi na ściganie powstańców przez władze austriackie postanowił emigrować. Podczas drogi zatrzymał się na ziemi sanockiej, gdzie w domu gospodarzy, Jakuba Mycielskiego herbu Dołęga i Zofii Dzierzek Krzynieckiej herbu Nieczuja, poznał ich najstarszą córkę, Wiktorię Mycielską (1831-1895). Ożeniwszy się z nią w 1848 osiadł w majątku Mikówka w Smolniku, gdzie zajął się prowadzeniem gospodarstwa. Oboje doczekali się licznego potomstwa, ich dziećmi, które przychodziły na świat co ok. 1 rok i 3 miesiące, byli kolejno: Eleonora (zm. 1876), Tadeusz (1850-1945), Kazimierz (zm. 1898, żonaty z Marią Tokarską), Konstanty (żonaty z Józefą Smoleńską), Antoni (ur. ok. 1864), Władysław, Mieczysław (zm. w dzieciństwie), Zygmunt (zm. mając kilka miesięcy wskutek utonięcia), Bolesław (zm. mając trzy tygodnie) i Zofia (1868-1952, zamężna z Hieronimem Köllerem).
Z uwagi na podjęcie przez dzieci nauki szkolnej oraz mając na uwadze przepisanie przez teścia rodzinnego majątku na własność szwagra Piotra Mycielskiego (brat Wiktorii) w 1860 przeniósł się do Lwowa, otrzymując tam stanowisko dieteriusza przy Sądzie Krajowym. Zamieszkiwał przy ul. Chorążczyzny. Po wybuchu powstania styczniowego 1863 postanowił zaciągnąć, się do wojsk polskich, jednak został przekonany przez żonę i dzieci, aby zrezygnować z udziału w walkach.
Był szwagrem lekarza Freisingera (od 1864 mąż Lubiny Mycielskiej, najmłodszej siostry Wiktorii). Podczas podróży ze Lwowa do Smolnika na wesele siostry Lubiny, Wiktoria Czarkowska uległa wypadkowi podczas przekraczania rzeki Osławy, w trakcie którego utonął siedmioletni brat Kajetana, Władysław (pochowany w grobowcu Niezabitowskich w Rzepedzi, gdzie został odnaleziony w nurtach wody). W późniejszych latach stracił trzech synów, zmarłych w wieku dziecięcym, Zygmunta, Mieczysława i Bolesława.
W ostatnich latach życia cierpiał na raka żołądka, od maja 1875 był złożony chorobą, zmarł 31 sierpnia 1875 we Lwowie.  Został pochowany na Cmentarzu Łyczakowskim we Lwowie w krańcowym rejonie, tzw. turnusie, w dniu 2 września 1875.